# Політіофен
Політіофен — полімер, утворений шляхом полімеризації тіофенових кілець.
Полімер інтенсивно досліджується протягом останнього десятиліття. Особлива увага до речовин класу політіофенів приділяється після отримання рекордної, як для полімерів, рухливості носіїв заряду в полі-(3-гексилотіофені).